# Amerval Communal Cemetery Extension
Le cimetière « Amerval Communal Cemetery Extension  »  est un cimetière militaire  de la Première Guerre mondiale situé dans le hameau d'Amerval sur le territoire de la commune de Solesmes, Nord. 

## Localisation
Ce cimetière est situé à côté du cimetière communal du hameau d'Amerval, situé à environ 10 km au sud-est de Solesmes.

## Historique
Occupé dès la fin août 1914 par les troupes allemandes, le hameau d'Amerval est resté  loin des combats jusqu'en octobre 1918 date à laquelle il est capturé temporairement par la 17e division britannique puis évacué, avant d'être définitivement pris le 20 octobre. Ce cimetière a été créé à cette date pour inhumer les victimes de ces combats.

## Caractéristique
Ce cimetière comporte les sépultures de 151 soldats britanniques,dont 5 ne sont pas identifiés. Il couvre une superficie de 308 mètres carrés et est entouré d'un mur de pierres.

### Galerie

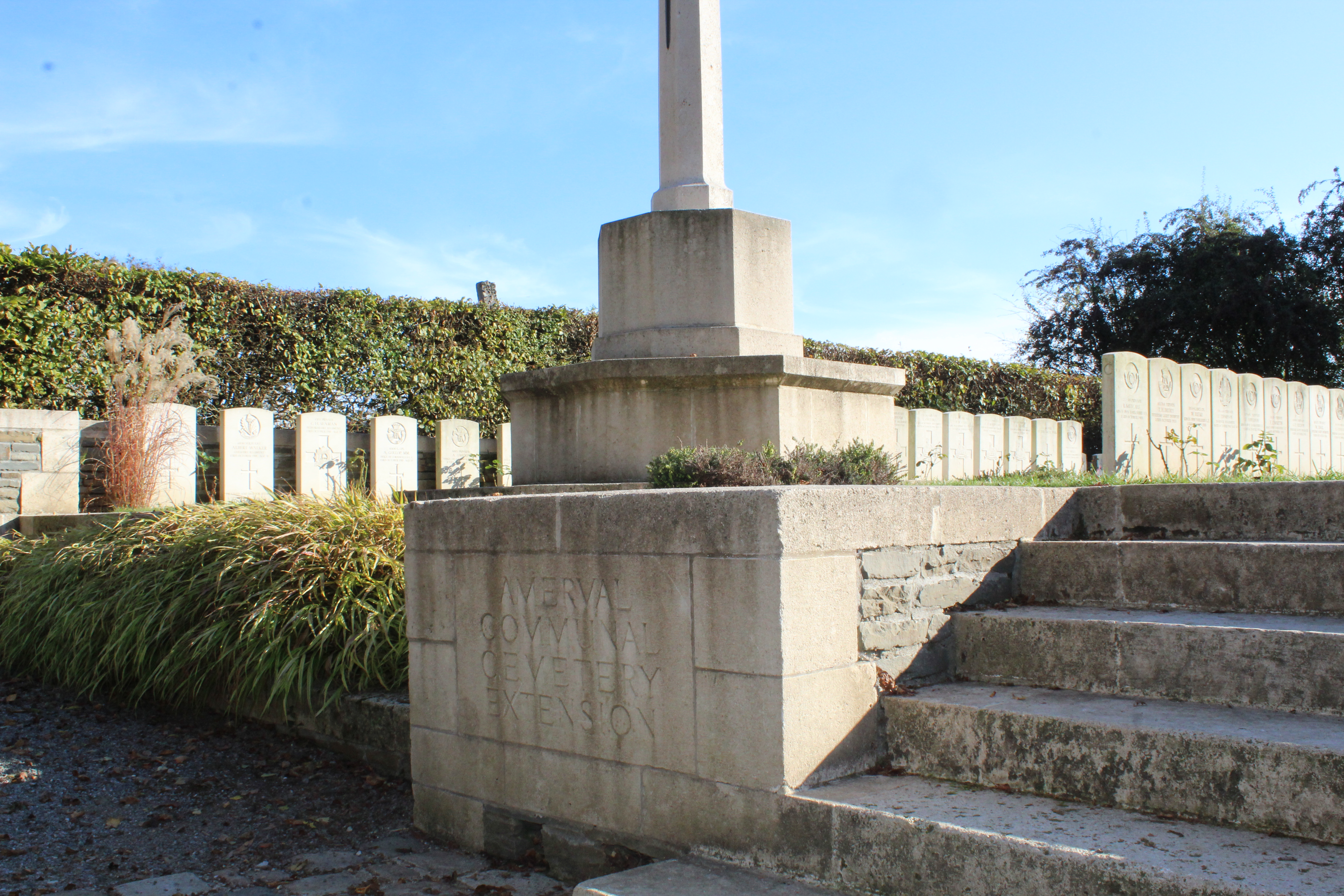
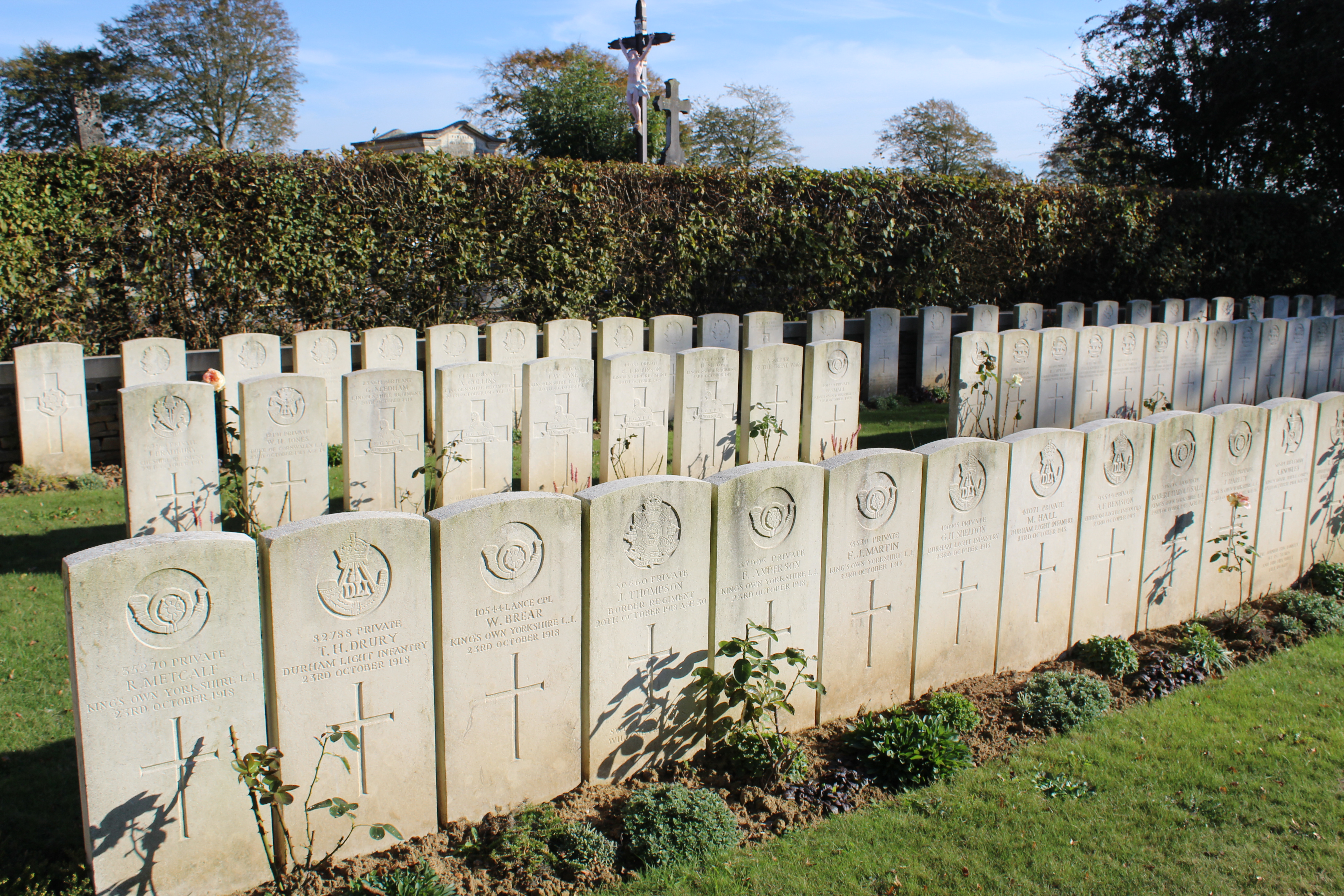
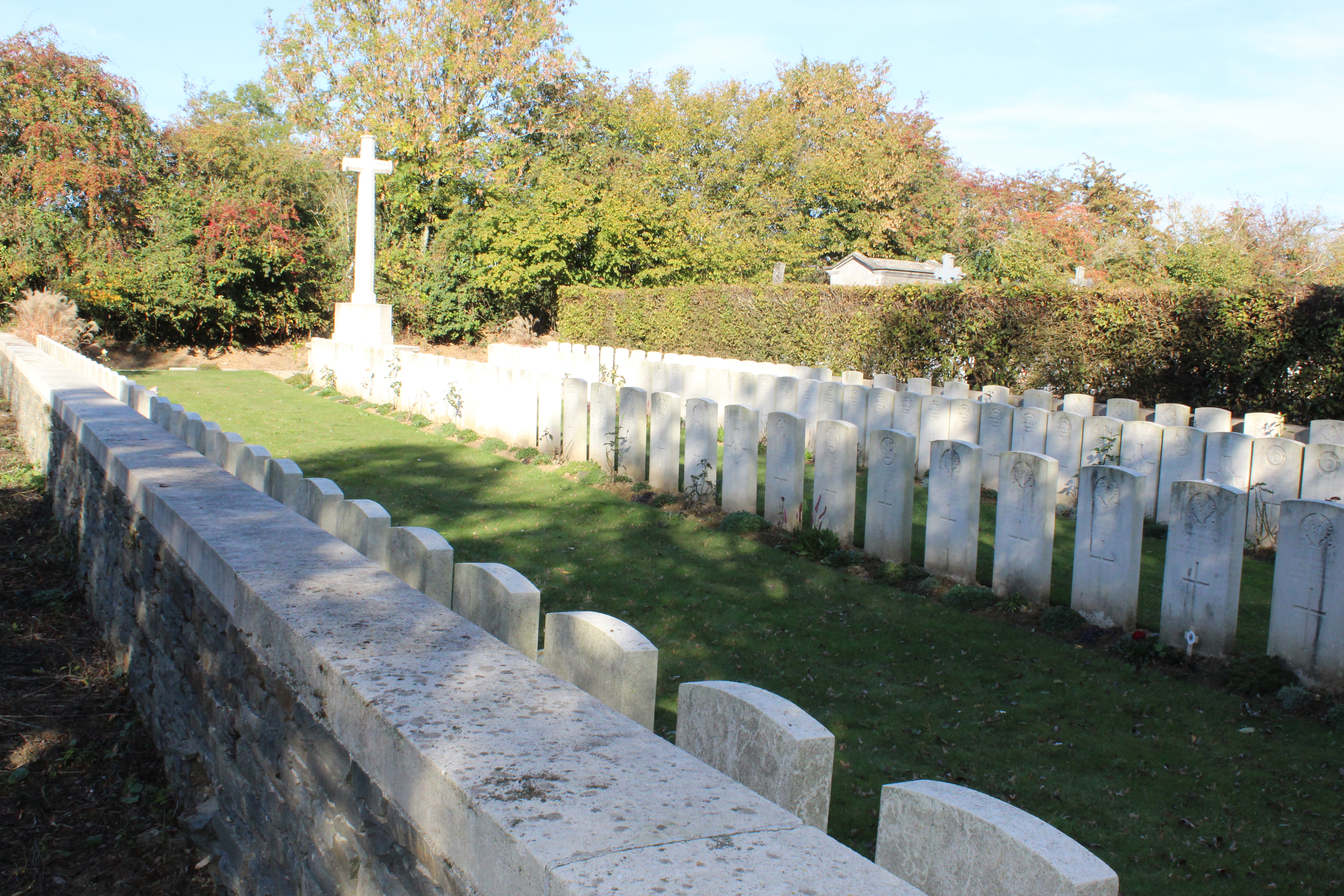
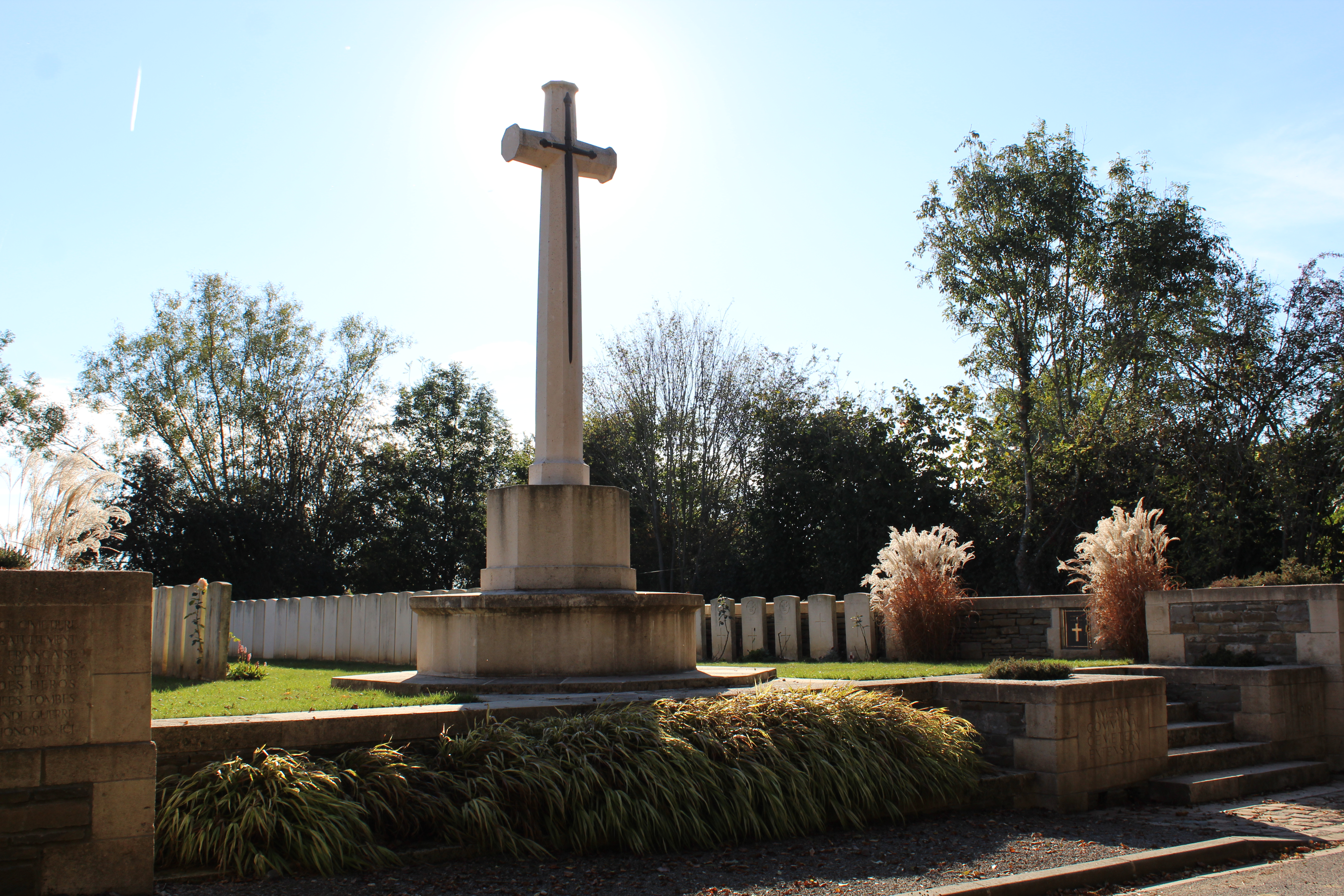

## Sépultures
| Pays        | Sépultures |
| ----------- | ---------- |
| Royaume-Uni | 151        |